# Климов, Георгий Андреевич
Гео́ргий Андре́евич Кли́мов (23 сентября 1928, Ленинград — 29 апреля 1997, Москва) — советский и российский лингвист-кавказовед, доктор филологических наук (1965), профессор (1988). Специалист по картвельским языкам, сравнительно-историческому языкознанию, контенсивной типологии; занимался также языком бурушаски и америндскими языками. Лауреат Государственной премии РФ (1995).

## Биография
С 1936 по 1946 год учился в 206-й школе Ленинграда; находился в Ленинграде весь период Великой Отечественной войны, в том числе — во время блокады.
В 1946 году поступил на кавказское отделение Восточного факультета Ленинградского государственного университета; впоследствии кафедра кавказских языков была переведена на филологический факультет, который и окончил в 1952 году.
С 1952 года — аспирант Института языкознания АН СССР по специальности «картвельские языки». С января 1953 года откомандирован на два года в Институт языкознания АН Грузинской ССР, где работал под руководством проф. А. С. Чикобавы. В 1955 году защитил в Тбилиси кандидатскую диссертацию на тему «Основные синтаксические вопросы атрибутивного комплекса (определение-определяемое) в картвельских языках».
С декабря 1954 года — м.н.с. сектора кавказских языков Института языкознания АН СССР, с 1961 — м.н.с. сектора общего языкознания. В течение ряда лет был учёным секретарем сектора кавказских языков, затем — сектора общего языкознания. В августе 1962 года утверждён в звании с.н.с. С конца 1963 по середину 1964 года — и. о. зав. сектором общего языкознания.
В 1965 году защитил докторскую диссертацию. С 1971 (и до смерти в 1997) — ответственный секретарь журнала «Вопросы языкознания». С 1975 года — заведующий сектором (отделом) кавказских языков. В 1981—1985 годах был членом экспертного совета ВАК. В 1988 году утверждён в звании профессора. В 1990-е годы был также председателем одного из советов по защитам докторских диссертаций.
Лауреат Государственной премии Российской Федерации в области науки и техники (1995) за «Лингвистический энциклопедический словарь». Вице-президент Европейского общества геолингвистики и диалектологии. Член Главной редакции Лингвистического Атласа Европы. Член Европейского лингвистического общества. Член Европейского общества кавказоведов.
Автор более 360 научных работ (некоторые опубликованы посмертно). Незаконченной осталась последняя монография «Очерк сравнительной грамматики картвельских языков». В 2009 московское издательство УРСС выпустило стереотипное переиздание основных монографий Г. А. Климова в серии «Из лингвистического наследия Г. А. Климова».
Был женат на иранисте Дж. И. Эдельман.
Похоронен в Москве на Преображенском кладбище (участок 1).

## Вклад в науку
Работы Г. А. Климова 1960-х гг. и последующих лет (наряду с работами Т. Гамкрелидзе, Г. Мачавариани и др.) создали новую парадигму в картвелистике — были разработаны вопросы атрибутивного комплекса, реконструкция системы склонения, этимологический словарь, проблема древних картвельско-индоевропейских контактов, типологическая характеристика картвельских языков и пр.
Одной из наиболее актуальных задачи типологии считал построение объяснительной типологической теории и естественной типологической классификации, в основе которой лежит понятие языкового типа; при этом ведущее положение должна занимать содержательно-ориентированная, или контенсивная типология.
В рамках контенсивной типологии сформулировал понятие эргативного строя как целостной языковой системы (в определённой степени здесь были развиты идеи И. И. Мещанинова), а также открыл новый языковой тип — активный строй. Реализуя принцип системности в типологии, выявил ряд так называемых «импликаций» активного строя (разделение существительных на активный и инактивный классы, преобладание диффузных глагольных основ, противопоставление «сингулярных» и «плюральных» глагольных лексем и пр.). При типологическом исследовании активного строя в значительной мере опирался на языки Северной и Южной Америки; кроме того, интерпретировал некоторые реконструированные языковые системы (индоеропейскую, картвельскую и др.) в терминах активного строя.
Как компаративист разрабатывал проблемы неочевидного родства, сравнительно-исторического изучения языков без письменной традиции, древних ареальных контактов. Высказывал скептическое мнение относительно гипотез о дальнем языковом родстве — в частности, относительно «иберийско-кавказской» и «ностратической» семьи, о связях кавказских языков с хуррито-урартскими и пр. Считал необоснованной идею Н. С. Трубецкого о родстве северокавказских языков, выступая с критикой работ С. А. Старостина по северокавказской реконструкции. В 1983 году, будучи зав. отделом кавказских языков Института языкознания АН СССР, Г. А. Климов резко отрицательно оценил рукопись С. А. Старостина и М. Е. Алексеева «Сравнительно-историческая грамматика лезгинских языков», в особенности фонетическую реконструкцию С. А. Старостина, которая, по мнению ряда других специалистов, представляла собой на то время очевидный прорыв в сравнительно-историческом изучении нахско-дагестанских языков. В результате рукопись не была опубликована.

## Основные труды

### Работы по кавказоведению
- Климов Г. А. Склонение в картвельских языках в сравнительно-историческом аспекте. М., 1962. — 150 с.
- Климов Г. А. О проекте единой фонетической транскрипции для кавказских языков. М.; Л., 1962. — 29 с.
- Климов Г. А. Этимологический словарь картвельских языков. М. 1964. — 306 с.
- Климов Г. А. Кавказские языки. М., 1965. — 112 с (Пер. на нем. яз.: Die kaukasische Sprachen. Hamburg, 1969.)
- Климов Г. А, Алексеев М. Е. Типология кавказских языков. М., 1980. — 304 с. 2-е изд.: М.: УРСС, 2010.
- Климов Г. А. Введение в кавказское языкознание. М. 1986. — 208 с. (Пер. на нем. яз.: Einführung in die kaukasische Sprachwissenschaft. Hamburg, 1994. PDF Архивная копия от 22 января 2016 на Wayback Machine) 2-е изд.: Махачкала: Институт ЯЛИ, 2007. ISBN 5-00-001267-4
- Климов Г. А. Древнейшие индоевропеизмы картвельских языков. М., 1994. — 249 с. 2-е изд.: М.: УРСС, 2009.
- Klimov, Georgij A. Etymological Dictionary of the Kartvelian Languages. Berlin; New York: Mouton de Gruyter, 1998. (расширенное издание)
- Климов Г. А., Халилов М. Ш. Словарь кавказских языков. Сопоставление основной лексики. / Ред. Я. Г. Тестелец. М.: Восточная литература, 2003. — 512 с.
- Климов Г. А., Каджаиа О. М. Мегрельско-русско-грузинский словарь. / Отв. ред. К. Т. Гадилия. М.: Говорун, 2013. — 456 с.

### Работы по общему языкознанию
- Климов Г. А. Фонема и морфема: К проблеме лингвистических единиц. М., 1967. — 128 с. 2-е изд.: М.: УРСС, 2009.
- Климов Г. А., Эдельман Д. И. Язык бурушаски. М., 1970. — 115 с.
- Климов Г. А. Вопросы методики сравнительно-генетических исследований. М., 1971. — 87 с.
- Климов Г. А. Очерк общей теории эргативности. М., 1973. — 264 с. 2-е изд.: М.: УРСС, 2009.
- Климов Г. А. Типология языков активного строя. М., 1977. — 320 с. 2-е изд.: М.: УРСС, 2009.
- Климов Г. А. Типологические исследования в СССР (20—40-е гг.). М., 1981. — 111 с.
- Климов Г. А. Принципы контенсивной типологии. М., 1983. — 224 с. 2-е изд.: М.: УРСС, 2009.
- Климов Г. А. Основы лингвистической компаративистики. М., 1990. — 166 с. 2-е изд.: М.: УРСС, 2009.

### Редактирование
- Структурные общности кавказских языков. / Ред. Г. А. Климов. М., 1978.
- Актуальные вопросы нахского и дагестанского языкознания. / Ред. Г. А. Климов. Махачкала, 1986.
- Историческая лингвистика и типология. / Ред. Г. А. Климов. М., 1992.
- Языки мира: Кавказские языки. / Ред. М. Е. Алексеев, Г. А. Климов, С. А. Старостин, Я. Г. Тестелец. М.: Academia, 2001. — 480 с.